# Grote schaatsenrijder
De grote schaatsenrijder (Aquarius paludum) is een wants uit de familie van de Gerridae (Schaatsenrijders). De soort werd het eerst wetenschappelijk beschreven door Johan Christian Fabricius in 1794.

## Uiterlijk
De redelijk grote schaatsenrijder is kortvleugelig (brachypteer) of langvleugelig (macropteer) en kan 13.5 tot 16 mm lang worden. Het halsschild is donker met langs de zijkanten een gele lijn. Zowel de pootjes als de antennes zijn geheel zwart. Het achterlijf is aan het einde aan beide kanten puntig uitgetrokken, het einde van de zijkant van het zevende achterlijfsegment vormt een stekel die het eind van het achterlichaam bereikt of er overheen steekt. De soort kan verward worden met de beekschaatsenrijder (Aquarius najas), die heeft echter geen gele lijn langs de zijkant van het halsschild en de stekel van het zevende achterlijfsegment bereikt hier niet het einde van het achterlijf. De soort lijkt lijkt ook enigszins op de zwervende schaatsenrijder (Limnoporus rufoscutellatus), die is echter altijd langvleugelig en olijfbruin met rossige pootjes en bovendien zijn de antennes enigszins behaard en langer dan de helft van de lichaamslengte.

## Leefwijze
Er zijn twee generaties per jaar, in de zomermaanden een kortlevende, kortvleugelige variant, daarna een langvleugelige variant die overwintert als volwassen wants. De nimfen kunnen van juni tot september gevonden worden. Ze leven in permanente wateren zoals meertjes en brede sloten en kanalen, uit de buurt van de oevers.

## Leefgebied
De soort breidt zich in Nederland uit en is in het zuidoosten vrij algemeen. Het verspreidingsgebied loopt van Europa tot in Azië en Indochina.